# Peter Kuckei
Peter Kuckei (* 25. Mai 1938 in Husum; † 13. Mai 2023 in Leer) war ein deutscher Künstler. Das Hauptwerk besteht in vorwiegend großformatiger Malerei, daneben Zeichnungen und Glasmalerei.

## Biografie
Von 1960 bis 1961 studierte Peter Kuckei an der Staatlichen Akademie der Bildenden Künste in Bremen und von 1961 bis 1963 an der Staatlichen Akademie der Bildenden Künste Stuttgart bei Professor Heinrich Wildemann.
Kuckei lehrte von 1986 bis 1987 an der Staatlichen Akademie der Bildenden Künste in Stuttgart. Ab 1963 lebte und arbeitete er in Berlin und Butjadingen, bevor es ihn 1993 in die Vereinigten Staaten zog und er in San Francisco ein Atelier eröffnete. Im Jahre 2002 ließ Peter Kuckei sich in Miami nieder. Ab 2009 lebte und arbeitete er wieder in Butjadingen.

## Ausstellungen (Auswahl)
- 1965: Galerie Strecker, Berlin
- 1966: Galerie Elmshorn/Zürich
- 1975: Galerie in der Girokasse Stuttgart (mit K.-H. Kliemann)
- 1981: Galerie Landesgirokasse Stuttgart (mit Heinrich Wildemann)
- 1984: Raum 41, Bonn
- 1985: Bremer Kunstpreis, Kunsthalle Bremen
- 1989: Galerie Nieuwe Weg, Doorn/NL
- 1990: ART London, Galerie Nieuwe Weg, Doorn/NL
- 1992: Städtischer Kunstverein Paderborn
- 1996: Associated Arts Amsterdam
- 2006: Galerie Reedsavage, Miami
- 2009: Peter Kuckei 1994–2008, Schloss vor Husum[3]
- 2015: Werke von 1964–2014, Kuckei + Kuckei, Berlin
- 2018: …kopflandschaften. Peter Kuckei zum 80. Geburtstag, Kunsthalle Emden[4]